# Kasjta
Kasjta was een koning van Koesj en  farao van de 25e dynastie van Egypte.

## Biografie
Kasjta (760-747 v.Chr.?) was de stamvader van de koningen van Koesj die Egypte in de 8e eeuw voor Christus veroverden. Zijn naam betekent letterlijk "de Koesjiet".
Als Koesjitische koning probeerde hij zijn invloed in Opper-Egypte te versterken door zijn dochter, Amenirdis I, als godsvrouw van Amon aan te stellen in Thebe. Door vondsten van zijn regering in Elephantine, kunnen we ervan uitgaan dat hij deze gebieden politiek beheerste.
De regeringsduur van Kasjta is onbekend. Sommige bronnen geven Kasjta aan als de stichter van de 25e (Koesjitische) dynastie, omdat hij de eerste heerser van Koesj was die zijn invloed in een deel van Egypte verspreidde.
Kasjta werd opgevolgd door zijn zoon Piye

## Bouwwerken
- De Piramides van El-Kurru bevatten de tombes van Kasjta, zijn zoon Piye en diens opvolgers Sjabaka, Sjebitkoe en Tantamani.